# Margaret Flockton
Margaret Lilian Flockton  (* 29. September 1861 in Sussex, England; † 12. August 1953 in Sydney, Australien) war eine britisch-australische Illustratorin und Lithografin.  Sie war die erste botanische Illustratorin an den Royal Botanic Gardens in Sydney und war derzeit in Australien die einzige Lithographin.

## Leben und Werk

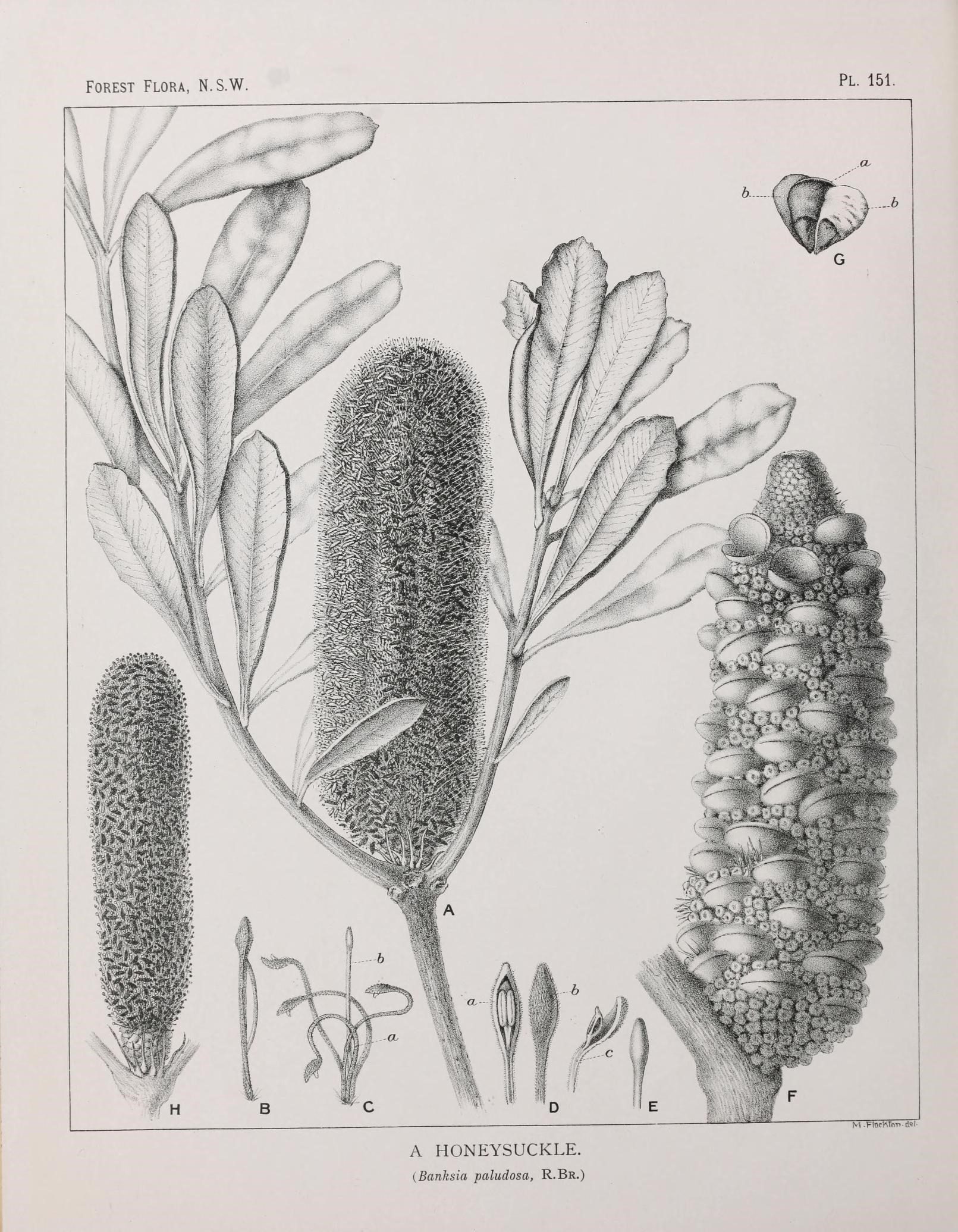
Banksia paludosa (Tafel. 151) aus The Forest Flora of New South Wales (1913)

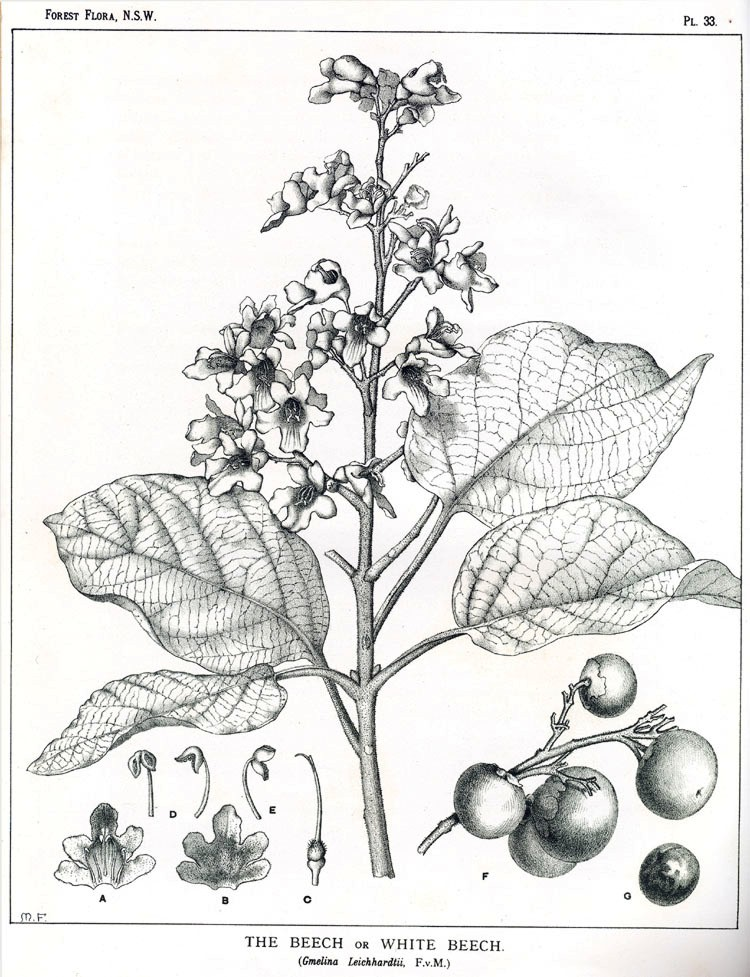
Gmelina leichhardtii (F.Muell.) Benth., Tafel 33 aus Forest Flora of New South Wales

Flockton war die Tochter der Künstler Francis Flockton und Isabel Flockton. Sie besuchte die Female School of Art in Bloomsbury (jetzt Teil des Saint Martin’s College of Art & Design) und das Science and Art Department in South Kensington, wo sie 1885 ein Art Teacher Certificate erhielt. Sie war eine der ersten acht Frauen in England, die Lithografie erlernten.
Dank einer Auswanderungsmöglichkeit segelte sie 1888 mit ihren Eltern nach Australien und arbeitete in Sydney als Lithografin bei mehreren Verlagen. 1892 unterrichtete sie Kunst in einer Goldgräberstadt in Queensland. Sie kehrte nach Sydney zurück und gründete ein Atelier. Sie unterrichtete und trat in die Royal Art Society of New South Wales ein, wo sie von 1894 bis 1901 Wildblumenstudien und Stillleben ausstellte.
Sie besuchte das Technological in Sydney, um die einheimische Flora zu malen, und stellte sechs dieser Aquarelle aus. Eines der Aquarelle zeigte das offizielle florale Emblem des Staates, die Waratah, und wurde von der New South Wales Art Gallery gekauft. Ein weiteres wurde für die Aufnahme für ein Album ausgewählt, das Königin Victoria zu ihrem diamantenen Thronjubiläum geschickt wurde.
Die American Tobacco Company in Melbourne gab 1901 bei Flockton drei Sets mit vier Gemälden in Auftrag, die jeweils Porträts bedeutender australischer Wildblumen enthielten. Die zwölf australischen Wildblumen-Lithografien wurden im Rahmen einer intensiven Marketingkampagne gezeigt, um das Rauchen zu fördern. Diese Werke waren sehr beliebt und wurden gerahmt in vielen Häusern in ganz Australien aufgehängt. Aber obwohl Flockton ihre Lithografien signierte, wurde ihr Name als Künstlerin in den meisten Anzeigen des Unternehmens nicht erwähnt. Ihre Wildblumen-Lithografien wurden auch als kommerzielle Postkartenserie reproduziert.

## Tätigkeit im National Herbarium of New South Wales

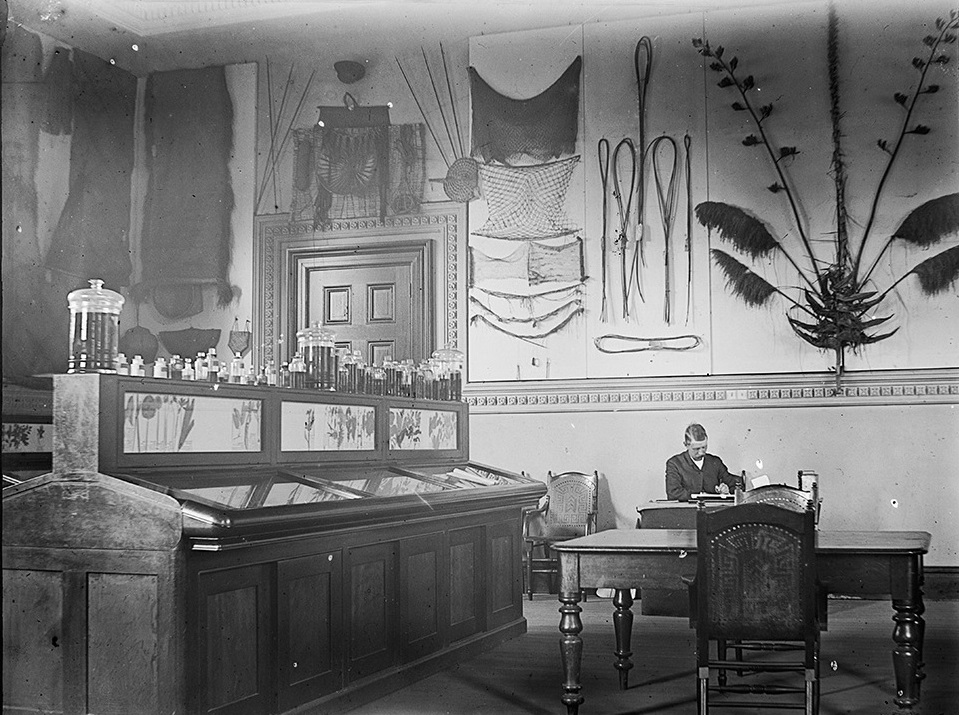
Joseph Henry Maiden im National Herbarium of New South Wales, Royal Botanic Gardens Sydney, 1895

In den botanischen Gärten gründete der damalige Direktor Joseph Maiden das National Herbarium of New South Wales, um es als führende wissenschaftliche Institution zum Sammeln, Identifizieren, Dokumentieren und Aufbewahren australischer und exotischer Pflanzenproben zu etablieren. Er lud 1901 Flockton ein, im Herbarium zu arbeiten. Flockton begann am 3. Juni 1901 ihre Tätigkeit als Künstlerin im National Herbarium des Sydneys Botanic Gardens für einen Lohn von 2 Schilling pro Stunde und arbeitete 12,5 Stunden pro Woche in den Gardens und 25 Stunden in der Forstbehörde. Maiden setzte sich viele Jahre dafür ein, dass ihr Gehalt erhöht wurde, und Ende 1920 verdiente sie 300 Pfund. Ihr letzter Diensttag war der 24. März 1927.
Flockton fertigte Zeichnungen, Lithografien und farbige Skizzen an, darunter auch Vergrößerungen, die sie durch eine Camera lucida, ein Mikroskop mit Spiegeln, betrachtete. Sie illustrierte sein Buch The Critical Revision of the Genus Eucalyptus und auch seine Forest Flora of New South Wales. Neben vielen anderen Arbeiten fertigte sie auch die Wildblumeneinfassungen für die Schmetterlingsstudien Scenic Gems of Australia an.
1908 wurde ihr Australian Wildflowers von der New South Wales Bookstall Company herausgegeben. Von 1909 bis 1919 wurden Illustrationen davon sowohl als große Lithografien als auch als Postkarten in einer Kunstserie reproduziert.
Obwohl sie im Vergleich zu ihren männlichen Kollegen unterbezahlt war, konnte sie mit ihrem ersparten Geld ein eigenes Cottage in einem Vorort von Sydney in Tennyson kaufen, wo sie nach dem Tod ihrer Mutter 1917 bis zu ihrem eigenen Tod kurz vor ihrem 92. Geburtstag lebte. Sie schrieb und illustrierte dort Children’s Stories, die Lebensgeschichte von Pflanzen und Insekten in einer Sammlung von Kindergeschichten, die vermutlich unveröffentlicht blieb.
Zu ihren Hauptwerken gehören die 88 Tafeln, die sie für Maidens Critical Revision of the Genus Eucalyptus und die Forest Flora of NSW anfertigte. Das Botanic Gardens Trust Archive besitzt über 1000 ihrer Illustrationen.

## Ehrungen
- Maiden benannte einige Arten nach ihr: Olearia flocktoniae und 1915 die westaustralische Eukalyptusart Eucalyptus flocktoniae
- 2004 wurde der Margaret Flockton Award für wissenschaftliche botanische Illustration initiiert[3]
- In Chisholm (Canberra) wurde der Flockton Place nach ihr benannt

## Illustrationen von Flockton inA critical revision of the genus Eucalyptus(Auswahl)

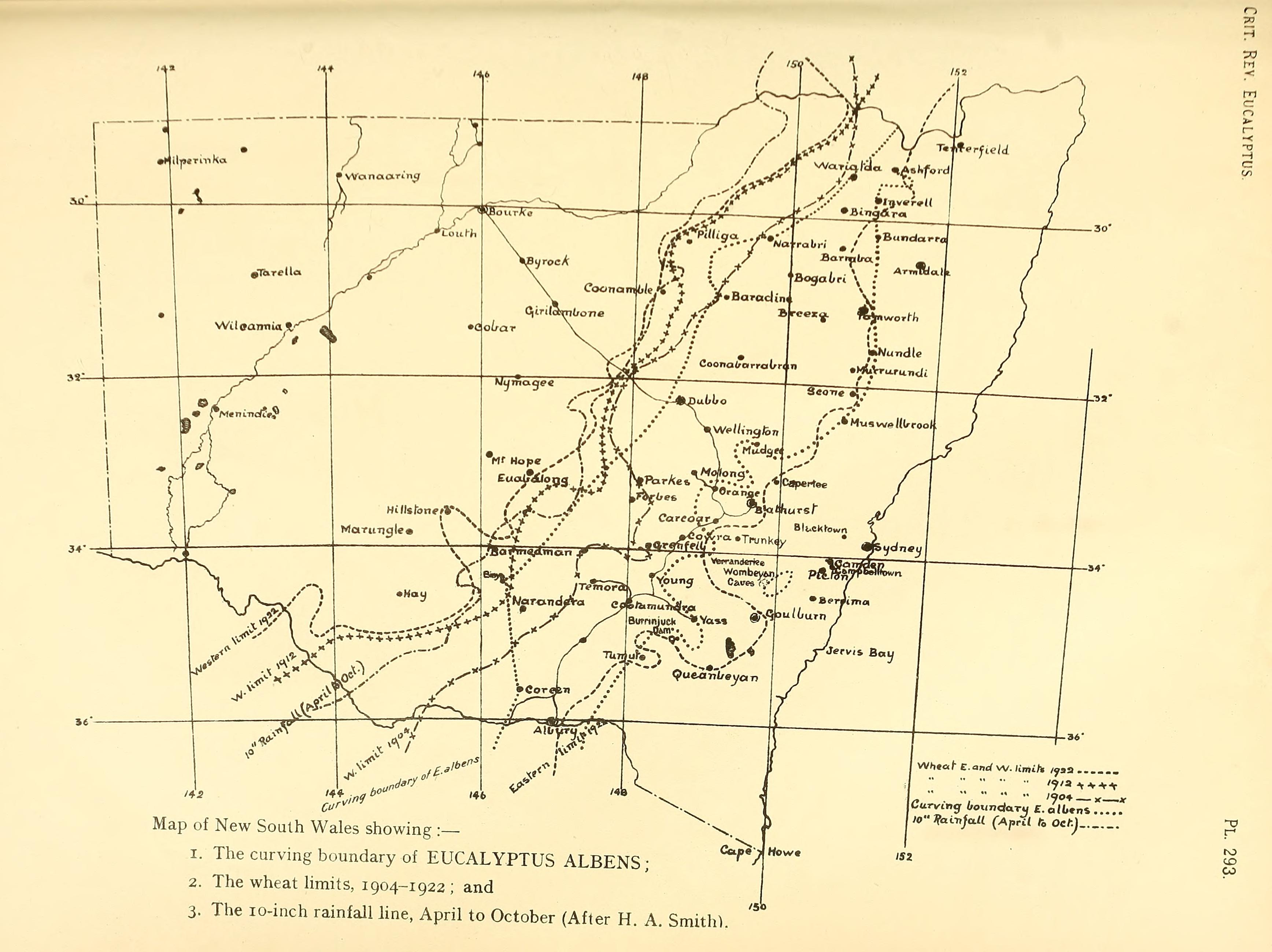
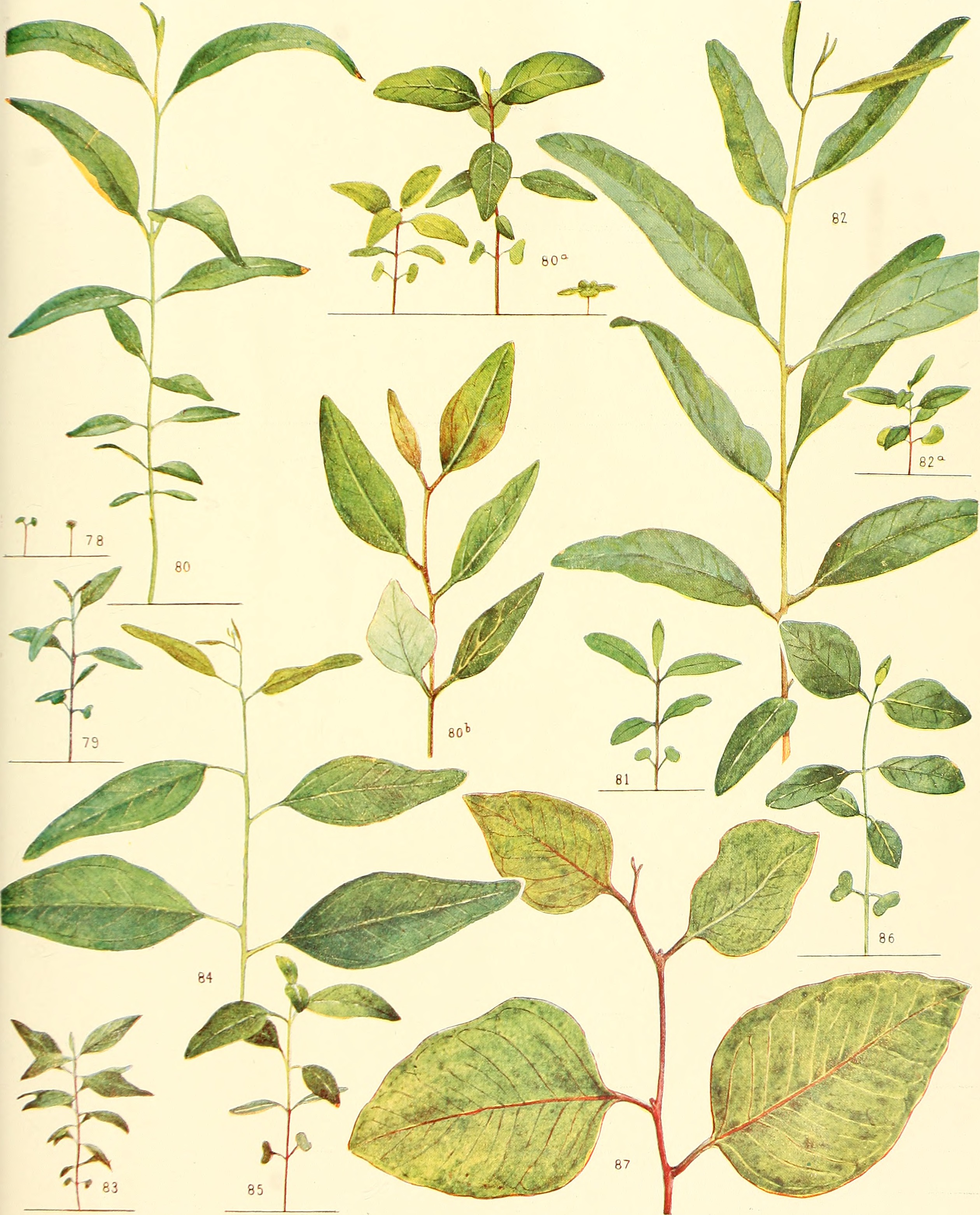
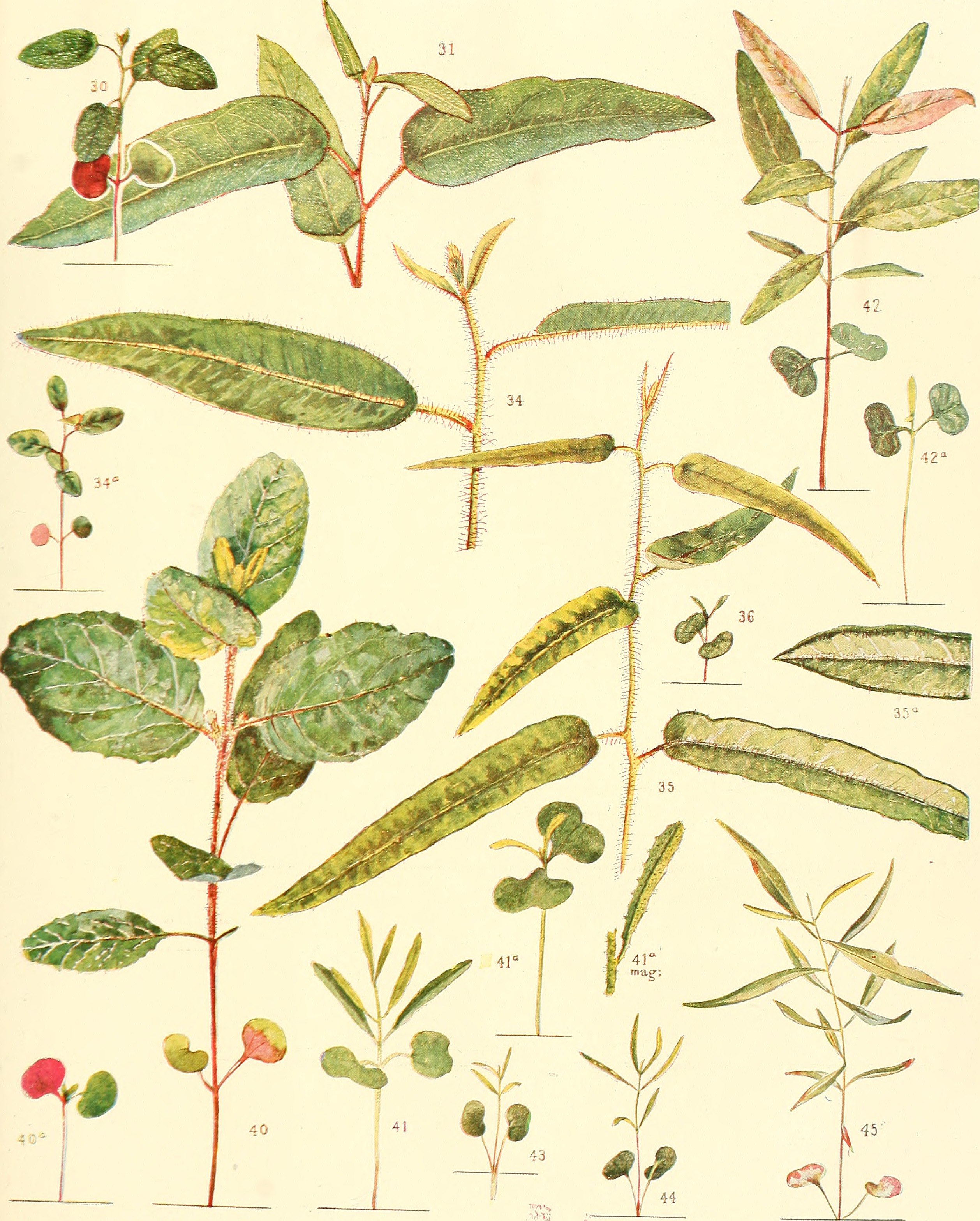
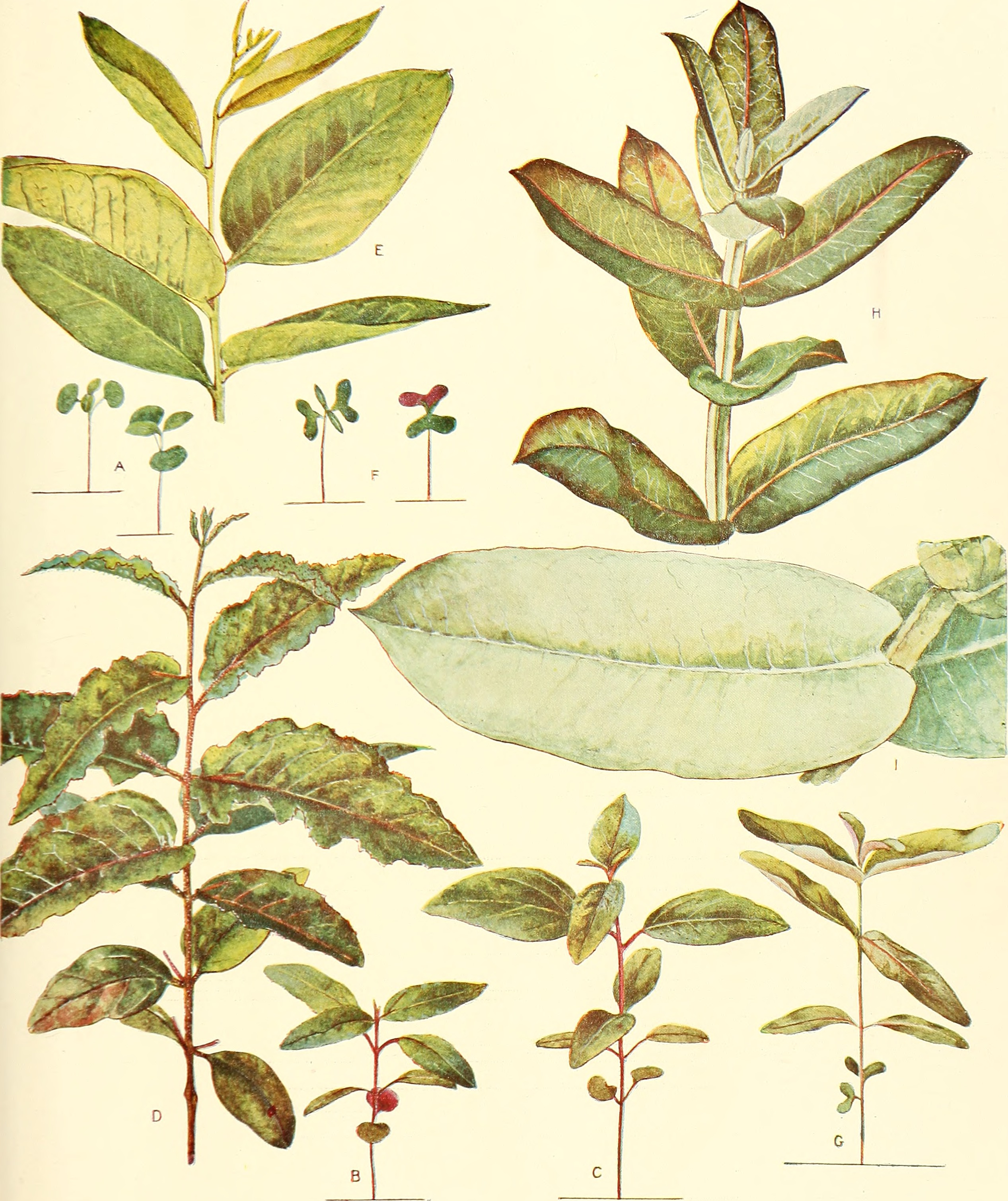
E. EUGENIOIDES Sieb., Figs. A-E.  E. BICOSTATA Maiden, Blakely, and Simmonds, Figs. F-I. X.B.
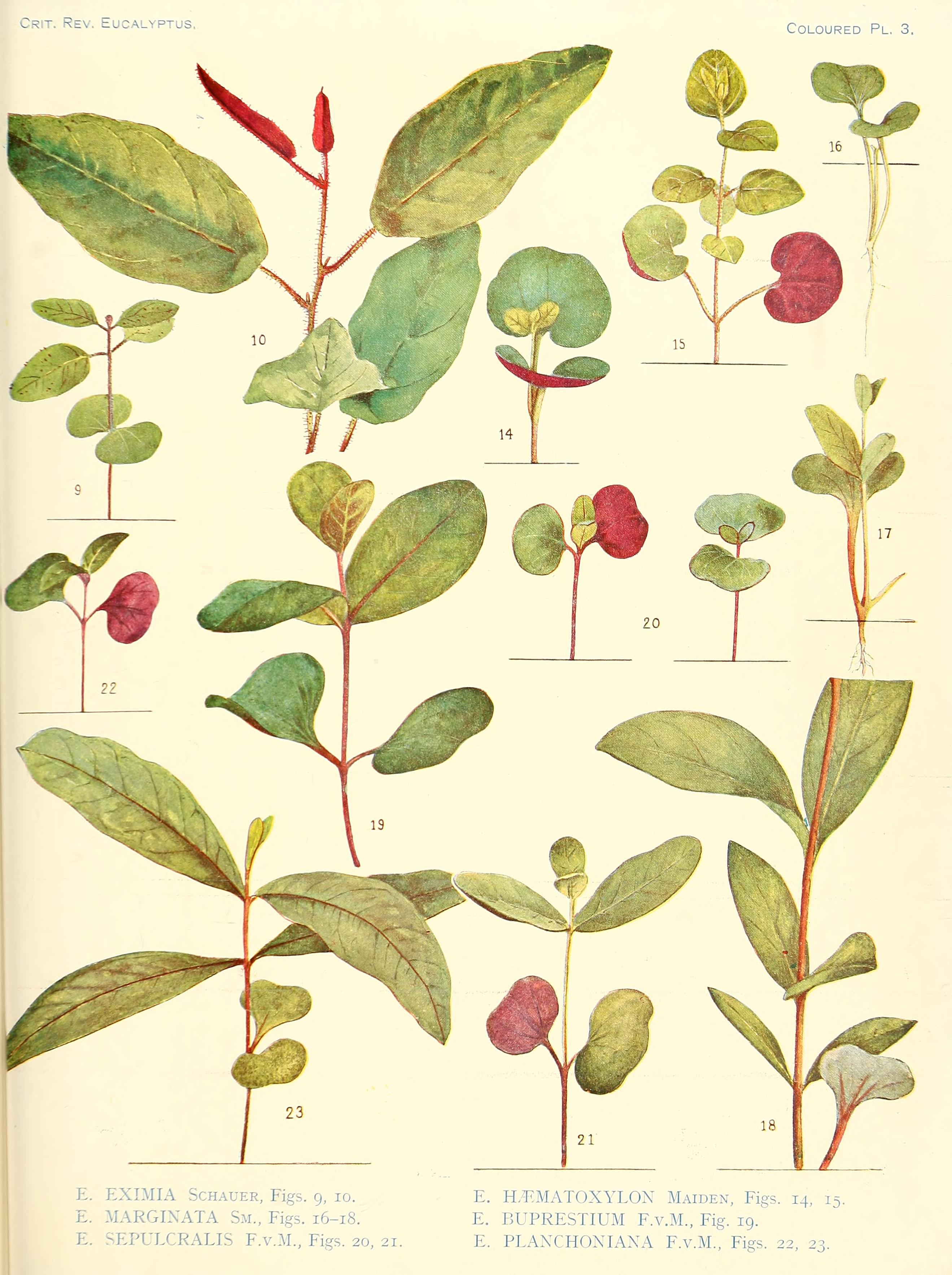
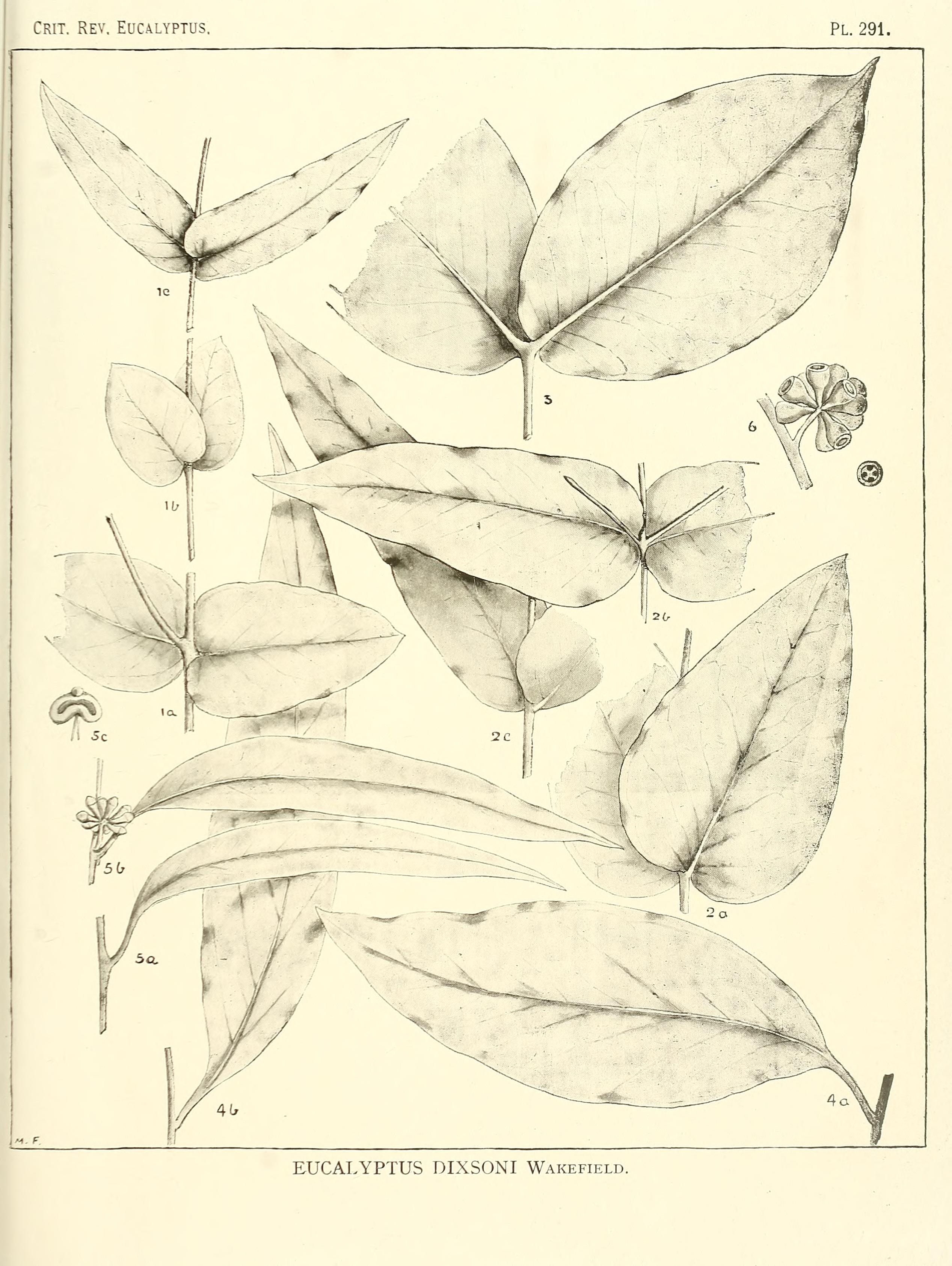
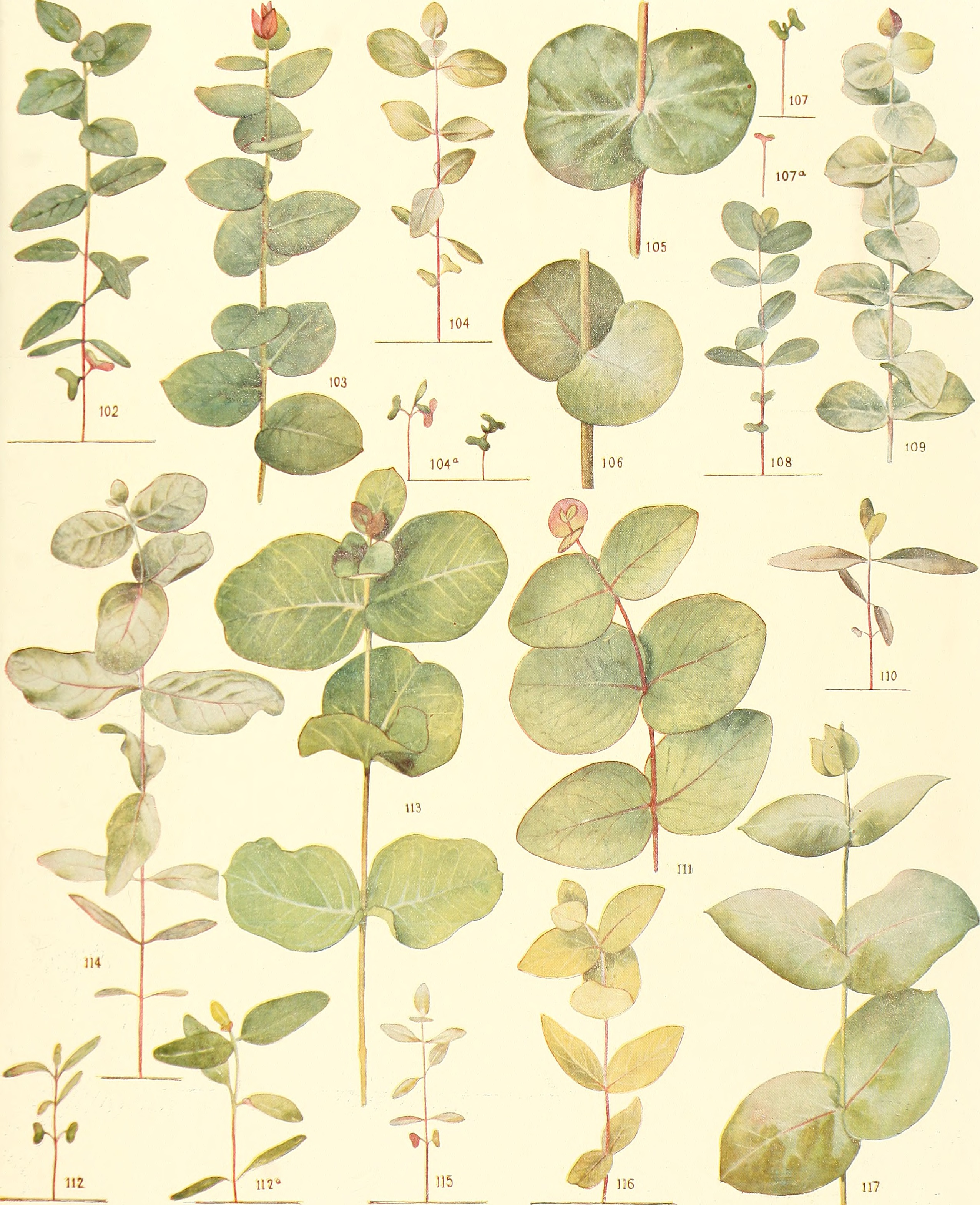
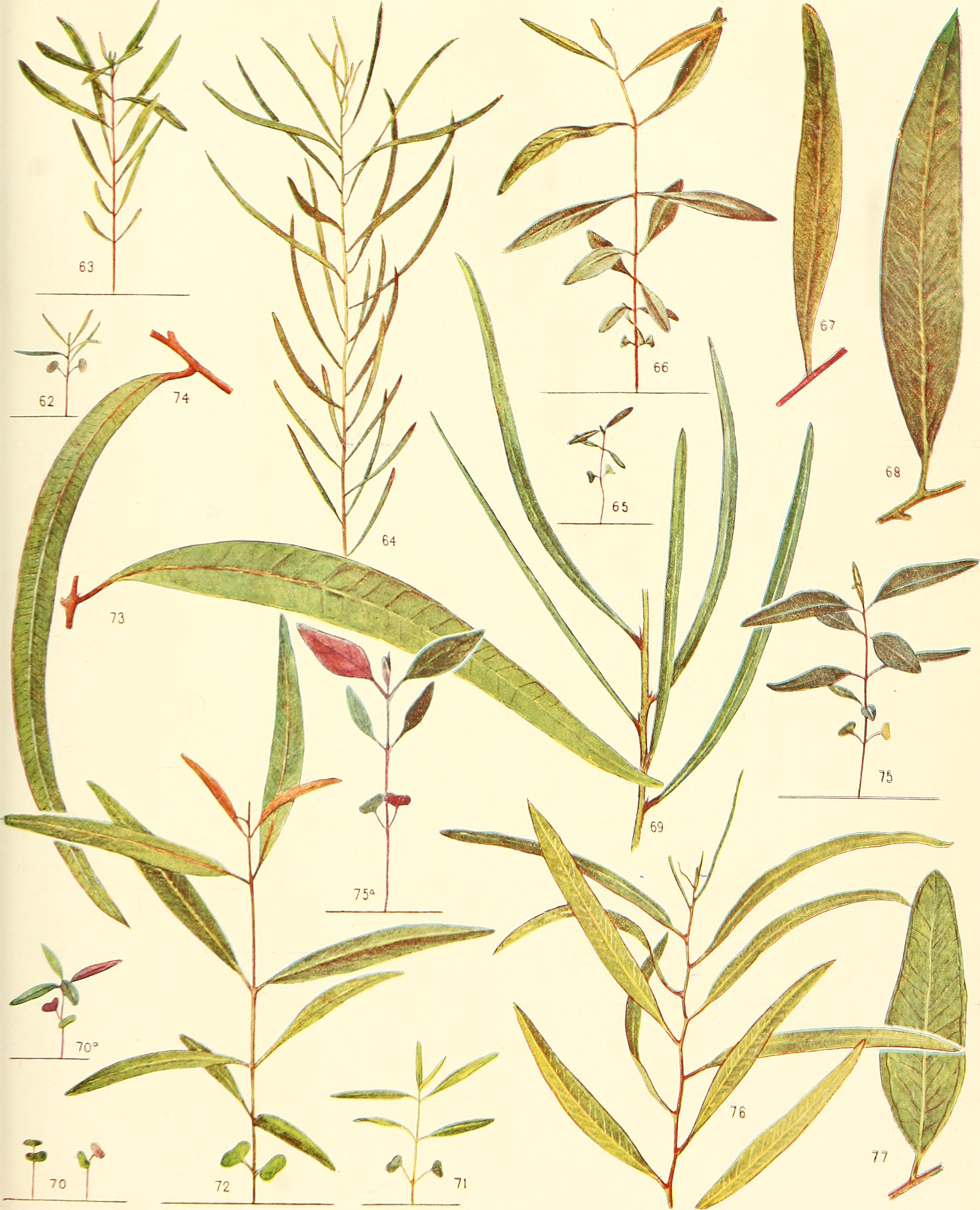
E. NICHOLI Maiden and Blakely, '4- â 70-74- E. FRUTICETORUM F.v.M., Figs. 65-69. E. SIDEROXYLON A. Cunn., Figs. 75-77.

## Veröffentlichungen (Auswahl)
- 1908: Australian Wildflowers. New South Wales Bookstall Company.
- Greetings from Australia.